# Sheboygan
Sheboygan is een plaats (city) in de Amerikaanse staat Wisconsin, en valt bestuurlijk gezien onder Sheboygan County. De stadplaats is gesticht rond het jaar 1830, in 1846 werd de plaats officieel geregistreerd. De eerste bewoners waren veelal Duitsers. Rond 1850 kwamen veel Ieren naar de stad. In de jaren '70 van de 20e eeuw kwam er een golf Aziatische immigranten.

## Demografie
In 2012 telde stad 48.895 inwoners. Er bevindt zich een kleine Gereformeerde Gemeente (Netherlands Reformed Congregation) met 50 leden in 2023.

## Geografie
Volgens het United States Census Bureau beslaat de plaats een oppervlakte van
36,4 km², waarvan 36,0 km² land en 0,4 km² water.

## Geschiedenis
Op 21 november 1847 vergaat er een schip voor de kust van Sheboygan. Het schip de Phoenix vervoerde 200 personen. 25 van de opvarenden konden zich redden. De aantallen blijven schattingen. Het schip was verder vol met Nederlandse immigranten die een toekomst wilden opbouwen in de Verenigde Staten. Er waren veel Achterhoekers op het schip, waarvan circa 80 inwoners van Winterswijk. Circa zestig van hen vonden de dood. Precieze aantallen van slachtoffers zijn niet bekend.

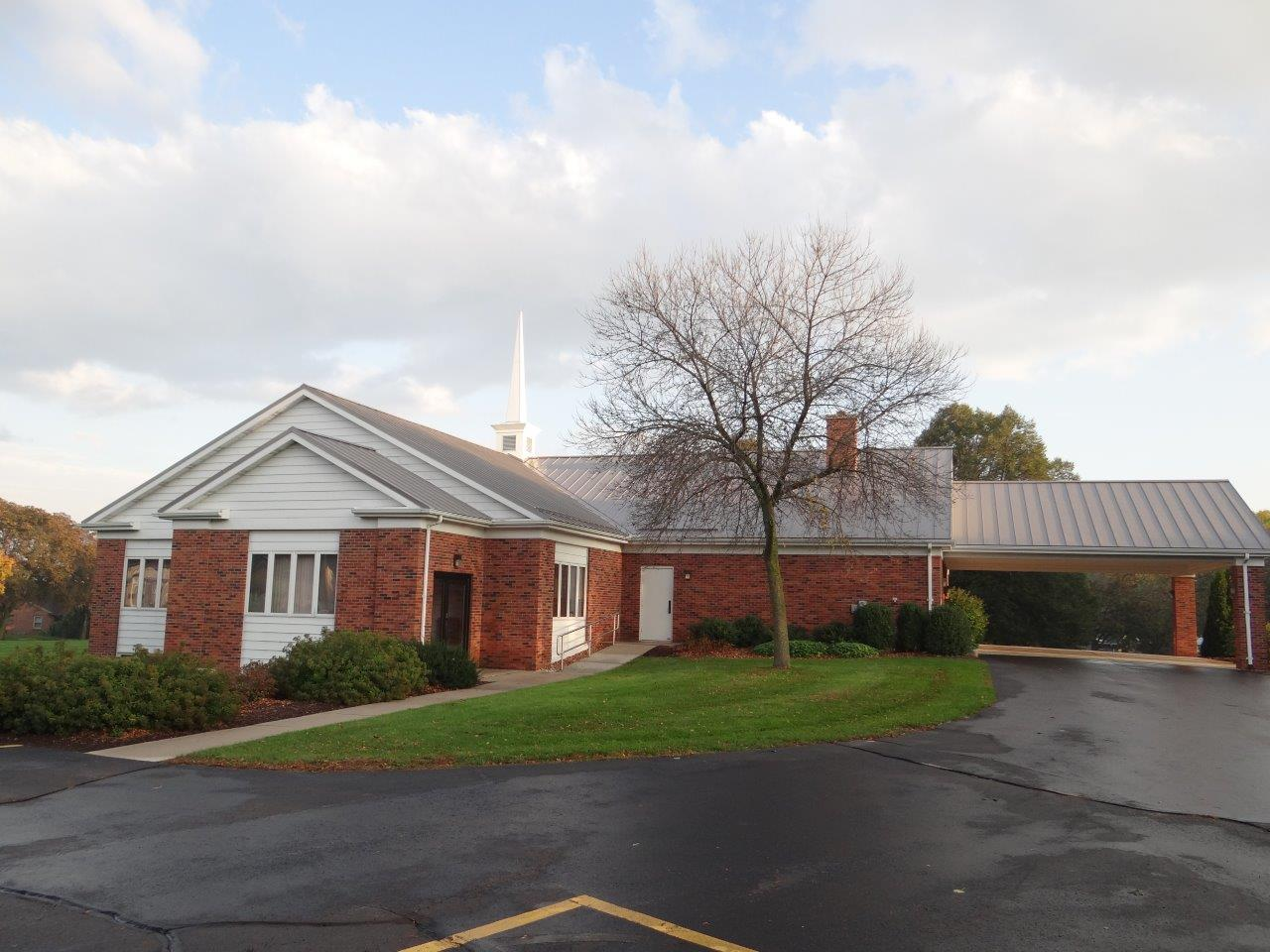
Netherlands Reformed Congregation, exterieur

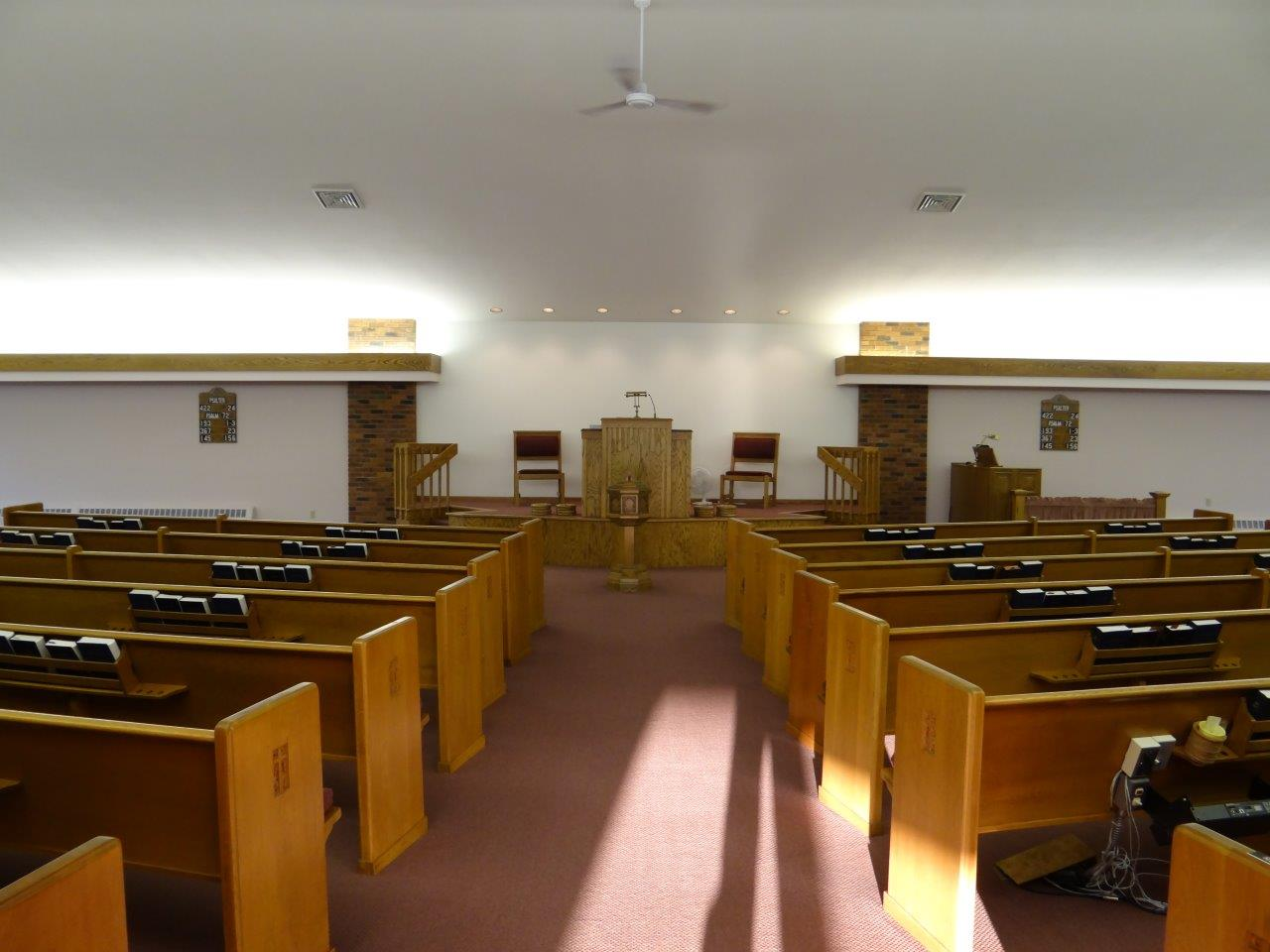
Netherlands Reformed Congregation, interieur

## Geboren
- Pat Matzdorf (26 december 1949), hoogspringer